# Marbach, Luzern
Marbach är en ort i kommunen Escholzmatt-Marbach i kantonen Luzern i Schweiz. Den ligger cirka 37,5 kilometer sydväst om Luzern. Orten har 1 215 invånare (2023).
Orten var före den 1 januari 2013 en egen kommun, men slogs då samman med kommunen Escholzmatt till den nya kommunen Escholzmatt-Marbach.